# Mystery-Methode
Die Mystery-Methode (oder einfach Mystery) bezeichnet eine Methode, deren Ziel es ist, schlussfolgerndes und vernetztes Denken in lebensnahen Zusammenhängen zu fördern.
Die Mystery-Methode findet in kooperativen Kleingruppen statt. Die Schüler beantworten eine mysteriöse (und motivierende) Leitfrage, indem sie Informationskarten und ggf. Kontextmaterialien sortieren, gewichten und vernetzen. Ziel ist es, aus den Informationskarten ein Wirkungsgefüge zu erstellen, um inhaltliche Zusammenhänge bewusst zu machen und zu visualisieren. Als Ergebnis sollen die Schüler in der Lage sein, die Leitfrage der Unterrichtseinheit umfassend und mithilfe des Wirkgefüges zu beantworten. Die Mysterys sollen Schüler ermutigen, mit Mehrdeutigkeiten umzugehen, indem sie sich mit einer Frage auseinandersetzen, auf die es nicht nur eine richtige Antwort gibt. Darüber hinaus sollen einige Informationen auf den Informationskarten für die Lösung der Frage irrelevant oder mehrdeutig sein.
Die auf diese Weise im Mystery geschaffene Situation der Mehrdeutigkeit und des Fehlens einer eindeutigen Lösung spiegelt die Verhältnisse im wirklichen Leben wider. Bei der Bearbeitung von Mystery-Aufgaben müssen die Schüler u. a. folgende wichtige Fähigkeiten üben und entwickeln: relevante von irrelevanten Informationen zu unterscheiden; Informationen zu interpretieren; Verbindungen zwischen verschiedenen Informationen herstellen; Spekulieren, um Hypothesen zu bilden; überprüfen und verfeinern; Erklären.

## Allgemeiner Leitfaden
Die Durchführung eines Mysterys dauert ca. 60 bis 90 Minuten. Mysterys können bspw. zu Beginn oder am Ende einer Unterrichtseinheit eingesetzt werden. So kann entweder ein Überblick über das Thema gegeben, das Vorwissen aktiviert bzw. analysiert werden oder das Gelernte gefestigt und angewendet werden.
Mysterys sind zusammengesetzt aus: einer einleitenden Geschichte (z. B. basierend auf einem Zeitungsartikel, einer Anekdote oder eines Film- oder Fernsehausschnitts); einer offenen (oder paradoxen) Frage zur Geschichte, der Leitfrage; 16 bis 30 Informationskarten, die bei der Lösung der Leitfrage helfen; und Kontextmaterialien, z. B. Grafiken, Statistiken, Karten, Fotos o. ä.
Es gibt verschiedene Arten von Leitfragen in einem Mystery z. B.:
- Ja-Nein-Fragen: Hier wird eine Frage gestellt, die mit Ja oder Nein beantwortet werden kann, wobei auch hier mehrere Lösungswege möglich sein können.
- Geschlossene Fragen: Hier gibt es nur eine richtige Lösung, aber multiple Lösungswege.
- Offene Fragen: Hier gibt es sowohl mehrere Lösungswege als auch mehr als eine richtige Lösung.

### Vorbereitung
Die Zusammensetzung der Gruppen sollte vorher überlegt werden. Im Allgemeinen werden Dreiergruppen empfohlen. In größeren Gruppen können die Schüler Schwierigkeiten haben, die Informationskarten vor sich zu sehen, und weniger aktive Schüler können sich verstecken und sich so aus der Gruppenarbeit zurückziehen. Empfehlenswert ist auch eine eher gemischte, d. h. leistungsheterogene Gruppenzusammensetzung.
Ca. 16–30 Informationskarten, z. B. auf einzelnen Zetteln, auf denen Ereignisse, Informationen und Hintergründe zum Thema der Frage notiert sind. Analog: Die Informationskarten ausschneiden und in Briefumschläge stecken, einen pro Gruppe. Die Leitfrage kann auf den Briefumschlag geschrieben werden. Online: Informationskarten und Zusatzmaterial in die Pinnwand einfügen. Für jede Gruppe eine eigene Pinnwand erstellen mit einem Link für den Zugriff auf die Pinnwand.
Den Raum und den verfügbaren Platz für die Bearbeitung des Mysterys berücksichtigen: Jede Gruppe braucht eine angemessene Arbeitsfläche, auf der sie ihre Informationskarten ausbreiten können. Eventuell müssen Tische zusammengestellt werden.

### Durchführung

#### Methodische Einführung
Wenn eine Klasse erstmals ein Mystery lösen soll, muss sie sorgfältig in die Funktionsweise der Methode eingeführt werden. Es ist sinnvoll, bei der Einführung in das Mystery einige Vergleiche zu Krimis oder Kriminalfällen in Film und Fernsehen zu ziehen, da es viele Parallelen gibt. Die Funktionsweise des Mysterys lässt sich gut anhand eines Kriminalfalls veranschaulichen: Wie in einem Krimi gibt es Informationen, die zur Lösung führen, solche, die es nicht tun und solche, die mehrdeutig sind. Die Schüler sollten an den Gedanken gewöhnt werden, dass es bei diesem Mystery (anders als bei den Fernsehkrimis) nicht nur eine richtige Antwort gibt.
Es sollte deutlich gemacht werden, dass die Lehrkraft am Ende ihre Erklärungen hören möchte und dass die Schüler ihre Lösungen ggf. schriftlich festhalten sollten. Sie sollten festhalten, welche Informationen sie für relevant (oder nicht relevant) halten und wie sie diese zu einer vollständigen, vernünftigen und überzeugenden Erklärung verknüpft haben. Die Schüler müssen sich durch eine Fülle von Informationen arbeiten, sie können bei ihren Nachforschungen in Sackgassen geraten und müssen Vermutungen anstellen. Da sich die Mysterys von anderen Unterrichtsmethoden unterscheiden, ist es wichtig, klare Anweisungen zur Durchführung zu geben.

#### Gruppenarbeit
Ziel der Gruppen ist es, die Leitfrage zu beantworten. Die Lehrkraft kann bei Bedarf individuelle Hilfestellung geben. Sie sollte sich bestenfalls zurückziehen und die Gruppen diskutieren lassen, damit sie nicht ungefragt in eine Gruppe kommt und eine Diskussion unterbricht. Als Lehrperson sollte man auch immer offen für neue Lösungswege bzw. Lösungen sein, an die man bisher noch nicht gedacht hat.
Das Ergebnis der Gruppenarbeit kann auf verschiedene Weise festgehalten werden, z. B:
- Die Schüler halten ihre Ergebnisse schriftlich fest. Dazu können sie auch eigene längere Texte verfassen.
- Sie erstellen ein Ergebnisplakat aus dem von ihnen erstellten Wirkungsgefüge.

### Ergebnispräsentation & Reflexion
Für die Diskussion der Ergebnisse sollten mindestens 15 Minuten eingeplant werden. Für die Präsentation der Ergebnisse gibt es verschiedene Varianten:
- Jede Gruppe präsentiert der Klasse ihre Lösung mit einer genauen Darstellung der Zusammenhänge und beantwortet Fragen.[3]
- Die Lehrkraft wählt eine Gruppe aus, von der sie glaubt, dass sie eine vernünftige, aber vielleicht nicht sehr ausgefeilte Erklärung hat. (Welche Gruppe welche Qualität von Ergebnissen liefert, kann nur durch Beobachtung und Sichtung der Ergebnisse u. a. während der Gruppenarbeitsphase festgestellt werden). Die Ergebnisse dieser Gruppe sollten gelobt werden, aber es sollten auch Fragen zu den Aspekten gestellt werden, die sie nur teilweise berücksichtigt haben. Eine zweite Gruppe mit einer differenzierteren Antwort kann dann ihre Ergebnisse präsentieren. Im Anschluss sollten die anderen Gruppen sagen, was sie anders gemacht haben oder was sie ergänzen möchten. Schlussendlich kann mit der gesamten Klasse eine optimale Antwort erarbeitet werden.[4][1]

Abschließend werden die Schüler gefragt, was sie gelernt haben, z. B. über die individuelle und/oder kollektive Reflexion der gewählten Problemlösungsstrategie. Folgende Fragen können dabei den Schülern gestellt werden:
- Wie hat eure Gruppe gearbeitet? Wer hat die Führung übernommen? Hatten alle die Möglichkeit, sich einzubringen? Wie wurden Meinungsverschiedenheiten gelöst?
- Wie seid ihr vorgegangen? Würdet ihr beim nächsten Mal ein Mystery anders lösen?
- Welche Fähigkeiten konnten bei diesem Mystery trainiert werden? Welche generellen Problemlösungsstrategien konnten geübt werden?

## Einsatz

### Analog
Im analogen Kontext werden die Informationskarten und das Kontextmaterial auf Papier ausgedruckt, ausgeschnitten und den Schülern zur Verfügung gestellt. Gegebenenfalls sollten die Materialien noch laminiert werden, um sie besser wiederverwenden zu können. Diese Materialien können dann in einen Briefumschlag gesteckt werden; dies erleichtert die Handhabung. Die Vorbereitung des Mysterys durch die Lehrkraft ist entsprechend aufwändig. Ein Beispiel für solch ein analoges Mystery ist eines zum Thema „Gold - Weshalb wird Yacouba krank, wenn wir Goldschmuck mit Gold aus Burkina Faso kaufen?“.

### Digital
Im digitalen Kontext können digitale Werkzeuge wie Padlet oder TaskCards eingesetzt werden. Diese bieten interaktive Pinnwände, auf denen auch Informationskarten und Kontextmaterialien platziert werden können. Zusätzlich können Audio- oder Videodateien sowie Links zu anderen Websites eingebunden werden. Voraussetzung ist allerdings, dass die Schüler über einen Internetzugang verfügen.
Ein Beispiel für solch ein digitales Mystery ist eines zum Thema „Hawaii - Warum ist der Astrophysiker und Hobbysurfer Robby glücklich, obwohl er sich den Kaffee von der Plantage seines Nachbarn nicht leisten kann?“ vom Landesbildungsserver Baden-Württemberg.

## Erstellung eines Mysterys
In der Literatur wurden verschiedene Tipps oder Grundsätze für die Erstellung eines eigenen Mysterys formuliert:
- Es sollten konkrete Personen mit dem Thema konfrontiert werden, mit denen sich die Lernenden identifizieren können (Lebensweltbezug).
- Der Erzählstrang sollte einen Spannungsbogen aufbauen, um zu motivieren. Die Lernenden sollten motiviert sein, das Mystery zu lösen und die Zusammenhänge herauszufinden.
- Kontextinformationen wie Orte, Zeiten, nähere Umstände der Handlung etc. sollten als Begleitmaterial in Form von Karten, Fotos etc. zur Verfügung gestellt werden.
- Die Anzahl der Informationskarten variiert immer und sollte bei offenen Leitfragen zwischen 20 und 30 und bei weniger komplexen Mysterys mit z. B. einer Ja-Nein-Frage zwischen 16 und 24 liegen.
- Der Informationsgehalt pro Karte sollte nur wenige Textzeilen umfassen (damit die Lernenden nicht von der Informationsfülle überwältigt werden).
- Irrelevante und ambivalente Informationen sollten in einigen Informationskarten enthalten sein. Dies fordert die Lernenden auf, die Sachverhalte eigenständig zu prüfen, zu gewichten und zu bewerten. Auf diese Weise kann der Umgang mit Mehrdeutigkeiten und Unsicherheiten geübt werden.
- Auf den Informationskarten sollten keine Erklärungen und Zusammenhänge formuliert werden. Diese sollen von den Lernenden selbst erarbeitet werden. Deshalb sollten Wörter wie „weil“, „deshalb“ oder „Ursache dafür“ vermieden werden.

## Ursprung
Die Mystery-Methode stammt aus der Geographiedidaktik und wurde erstmals von David Leat unter dem Konzept „Thinking through Geography“ (dt.: „Denken lernen mit Geographie“) entwickelt.
Angeregt durch das Projekt Cognitive Acceleration in Science Education (CASE) entwickelte die Gruppe Thinking Through Geography (TTG) Geographieunterrichtsstunden, die offene Aufgaben enthalten, von den Schülerinnen und Schülern kooperative Gruppenarbeit verlangen und sich stark auf die Art und Weise konzentrieren, wie die Aufgaben gelöst wurden. Auf der Grundlage von Motivationstheorien wurden Strategien entwickelt, um den Unterricht interessanter zu gestalten und die Schüler zu motivieren. Beispiele für diese Strategien, darunter auch das Mystery, wurden in den Büchern „Thinking Through Geography“ und „More Thinking Through Geography“ vorgestellt. David Leat beschreibt das Mystery als die wahrscheinlich beste Thinking Through Geography Strategie.
In dem Band „Diercke Methoden - Denken lernen mit Geographie“ sind diese Strategien bzw. Methoden in deutscher Sprache beschrieben und an Beispielen erläutert. Im ersten Band wird u. a. das Mystery thematisiert.